# Дахкильгов, Ибрагим Абдурахманович
Ибраги́м Абдурахма́нович Дахкильгов (ингуш. Дахкилганаькъан ӏадрахьмана Ибрахьам; 14 августа 1937, Орджоникидзе, СОССР — 15 марта 2014) — ингушский советский и российский фольклорист, литературовед и детский писатель. Кандидат филологических наук (1969), профессор (1992), директор Ингушского НИИ гуманитарных наук им. Ч. Э. Ахриева (2004—2013). Автор государственного флага Ингушетии.
В 1944 году Дахкильгов был депортирован в Казахскую ССР. В 1957 году он вернулся на родину, где поступил на историко-филологический факультет Чечено-Ингушского государственного пединститута, который окончил в 1962 году. Учёный продолжил работать в пединституте (с 1971 года — университет) до 1994 года. Из-за начавшейся войны он поступил на работу в ИнгГУ. Одновременно, с 1993 года, Дахкильгов работал в Ингушском НИИ гуманитарных наук им. Ч. Э. Ахриева. Он вышел на пенсию в 2013 году.
Дахкильгов — автор литературоведческих работ об ингушских писателях, поэтах и работ по ингушскому фольклору, он также составитель поэтических сборников ингушских поэтов и писателей. Будучи непрофессиональным историком, он написал также исторические работы. Кроме того, Дахкильгов писал художественные произведения детской литературы и состоял в Союзе писателей России с 1991 года. Основное произведение — роман «Берд» (1990).

## Биография
Родился 14 августа 1937 года в городе Орджоникидзе (Владикавказ). Отец Абдурахман работал директором школы, а мать — учительницей. Прадед — Кайтуко в числе первых переселенцев из Ангушта осваивал Назрань. Предки Ибрагима Дахкильгова были участниками Русско-турецкой и Первой мировой войн, а отец Абдурахман воевал в Великую Отечественную войну.
Раннее детство Ибрагима Дахкильгова прошло в селе Балта на берегу Терека. В ходе депортации чеченцев и ингушей он оказался в Казахской ССР, где окончил 8 классов и успешно сдал вступительные экзамены в Алма‑Атинское художественное училище, но не был принят из‑за своей национальной принадлежности, после чего работал штамповщиком алма-атинского завода «Эмальпосуда».
В 1957 году, после восстановления Чечено-Ингушской АССР, семья Дахкильговых вернулась на Кавказ. И. А. Дахкильгов поступил на историко-филологический факультет Чечено-Ингушского государственного пединститута, который окончил с отличием в 1962 году. Он был отличником и активным общественником, его в 1962 году взяли на работу в пединститут ассистентом кафедры чечено‑ингушского языка и литературы и преподавателя ингушского фольклора и литературы. С 1964 года по 1994 год учёный работал в пединституте, где прошёл путь от ассистента до профессора (1992) и был заведующим кафедрой и деканом филологического факультета.
В 1969 году Дахкильгов защитил кандидатскую диссертацию «Становление ингушской литературы» в Институте мировой литературы в Москве. На её основе он позже написал монографию «Ингушская литература (период развития до 1940-х гг.)» (1975). По словам М. А. Матиева, это была первая диссертация и первая монография в истории, целиком посвящённая проблемам становления и развития ингушской литературы.
С 1991 года Дахкильгов являлся членом Союза писателей России, а с 1999 года — академиком Академии социальных наук РФ.
В 1994 году Дахкильгов из-за начала Первой чеченской войны был вынужден покинуть Грозный и поступить на работу в открывшийся в том же году Ингушский государственный университет, где и проработал до своей смерти. В университете он не только читал лекции, но и проводил конференции, семинары и различные мероприятия. Одновременно, с 1993 года по 2004 год, он был ведущим научным сотрудником и заведующим отдела фольклора Ингушского научно‑исследовательского института гуманитарных наук им. Ч. Э. Ахриева. В феврале 2004 года он стал директором института и проработал до марта 2013 года, когда он добровольно уволился.
По словам Я. С. Патиева, под руководством Дахкильгова институт стал «настоящей лабораторией науки». В это время были опубликованы фундаментальные работы по истории, филологии и этнографии ингушского народа: «История Ингушетии» (авторский коллектив), «Современная ингушская литература» в 4‑х томах, «Морфология ингушского языка» (Н. М. Барахоева), «Антология ингушского фольклора» в 10 томах (автор проекта И. Дахкильгов), 10 выпусков «Учёных записок» и другие. Во время назначения Дахкильгова директором в институте работали лишь семь научных сотрудников, и в нём было лишь два отдела — ингушского фольклора и языка. М. А. Матиев считал, что заслуга Дахкильгова была в том, что при нём институт пополнился новыми отделами: литературы, истории, этнографии и этнологии.
В начале 2013 года Дахкильгов ушёл на пенсию, но вплоть до завершения строительных работ над типовым зданием для Ингушского научно-исследовательского института гуманитарных наук им. Ч. Э. Ахриева он наблюдал за ходом работ. До открытия здания Дахкильгов не дожил. Умер он 15 марта 2014 года на 77-м году жизни.

## Научная деятельность
Дахкильгов занялся сбором фольклорных материалов и изучением материалов по краеведению в 1958 году. Он ежегодно посещал горную Ингушетию во время экспедиций, в ходе которых он обходил горы и ущелья, аулы и хутора, осматривал жилые и боевые башни, склепы, встречался с горными жителями, изучал историю и географию края, делал записи старинных песен, мифов, легенд и сказаний.
По словам Я. С. Патиева, Дахкильгов, будучи преподавателем, вместе со своими студентами во время летней практики посетил практически все населённые пункты Чечено‑Ингушетии и Северной Осетии, где проживали ингуши, и собрал большое количество фольклорного материала, на основе которых были изданы многие работы. Как считал Патиев, этим Дахкильгов оказал неоценимую помощь исследователям истории ингушского народа. Собранные фольклорные записи были опубликованы в двух сборниках: «Ингушский фольклор» (1967) и «Ингушский фолькор» («Гӏалгӏай фольклор»; 1991). В 1998 году вышел сборник его собственных фольклорных записей «Ингушские сказки, предания, пословицы» («Гӏалгӏай оаламаш, дувцараш, фаьлгаш, кицаш»).
Дахкильгов написал также четыре монографии по ингушскому фольклору: «Устное творчество вайнахов» (1977), «Исторический фольклор чеченцев и ингушей» (1978), «Мифы и легенды вайнахов» (1991) и «Мудрые наставления наших предков» (2000).
Дахкильгов занимался изучением нартского эпоса. В книге «Ингушский нартский эпос» (2012), куда вошли более ста текстов (материала) нартского эпоса, он изучал главные, по мнению М. А. Матиева, вопросы ингушского нартского эпоса: жанровую характеристику эпоса, роль ингушского язычества и мифологии в формировании нартского эпоса и т. д.
Под руководством Дахкильгова был издан 10-томный проект «Антология ингушского фольклора» на ингушском и русском языках, в который вошли полевые материалы XIX века и современников. Сегодня на основе фундаментального труда «История Ингушетии» созданы учебники по истории Ингушетии для общеобразовательных школ республики.
Дахкильгов написал много литературоведческих работ по творчеству ингушских писателей: З. К. Мальсагова, Т. Д. Бекова, А. П. Мальсагова, С. И. Озиева, А. И. Озиева, Б. Х. Зязикова, А.-Г. С. Гойгова, И. М. Базоркина, А. Х. Бокова, А. А. Ведзижева, С. И. Чахкиева, М.-С. А. Плиева, Г. А. Гагиева, Дж. Х. Яндиева, А. Э. Хамхоева, О. А. Мальсагова, М. С. Вышегурова и других. Он же составитель ряда поэтических сборников ингушских поэтов и писателей. Дахкильгов первым исследовал творчество М. И. Джабагиева.
Будучи непрофессиональным историком, Дахкильгов в начале 2000-годов возродил советскую концепцию добровольного вхождения ингушей в состав России в 1770 году. Из-за этого он подвергся критике со стороны историков Ф. П. Бокова и Н. Д. Кодзоева.
По словам Я. С. Патиева, благодаря исследованиям Дахкильгова по истории города Назрани, удалось установить точную дату его основания и установить имя основателя поселения — Оарцха Карцхаловича Мальсагова.

## Творчество

Флаг Ингушетии

Творческая и публицистическая деятельность Дахкильгова началась еще в студенчестве. Поначалу он издавался в периодической печати под псевдонимом «И. Боскаров». По его воспоминаниям, впервые художественные произведения для детей он начал писать по просьбе Азамата Зязикова, который в 1970-е годы работал главным редактором Чечено-Ингушского книжного издательства. По словам М. А. Матиева, ощущалась острая нехватка детской литературы на ингушском языке, и мало было детских писателей. Он же пишет, что Дахкильгов вскоре стал признанным ингушским писателем.
Основным художественным произведением писателя является его роман «Берд» (1990). По сюжету, протагонистом является мальчик-подросток — Берд, который показан как идеал, к которому, по мнению автора, должен стремиться каждый мальчишка. По оценке М. А. Матиева, главный герой романа представлен как не только смелый, решительный и твёрдый, но и очень умный и сообразительный мальчик. В романе использовались отсылки к ингушскому фольклору — песни, сказки, легенды и предания. Дахкильгов написал также «Мужество Куки» («Кукий денал»; 1976) — его первый сборник рассказов, «Шутар» (1986) — книга повестей и рассказов, «Родина» («Наьначе»; 2012) — книга, включающая роман и рассказы.
Дахкильгов является также автором государственного флага Ингушетии. Рисунок будущего флага — солярный знак на фоне знамени — он издал ещё в 1976 году в своей книге «Мужество Куки». 13 мая 1994 года Народное Собрание Республики Ингушетия приняло Закон № 1-РКЗ «О государственном флаге Республики Ингушетия» на основе рисунка писателя.

## Награды
- Почётная грамота Президиума Верховного Совета ЧИАССР
- «За заслуги перед республикой» ЧИАССР
- Заслуженный деятель науки ЧИАССР (1987)
- Заслуженный работник образования Республики Ингушетия (1997)
- Почётный работник высшего профессионального образования Российской Федерации (2001).
- Почётный гражданин г. Назрани
- Орден «За заслуги» (Республика Ингушетия)
- Почётная грамота Союза писателей РФ

## Память
Отдел ингушского фольклора Ингушского НИИ гуманитарных наук носит имя Дахкильгова.